# Kamikaze

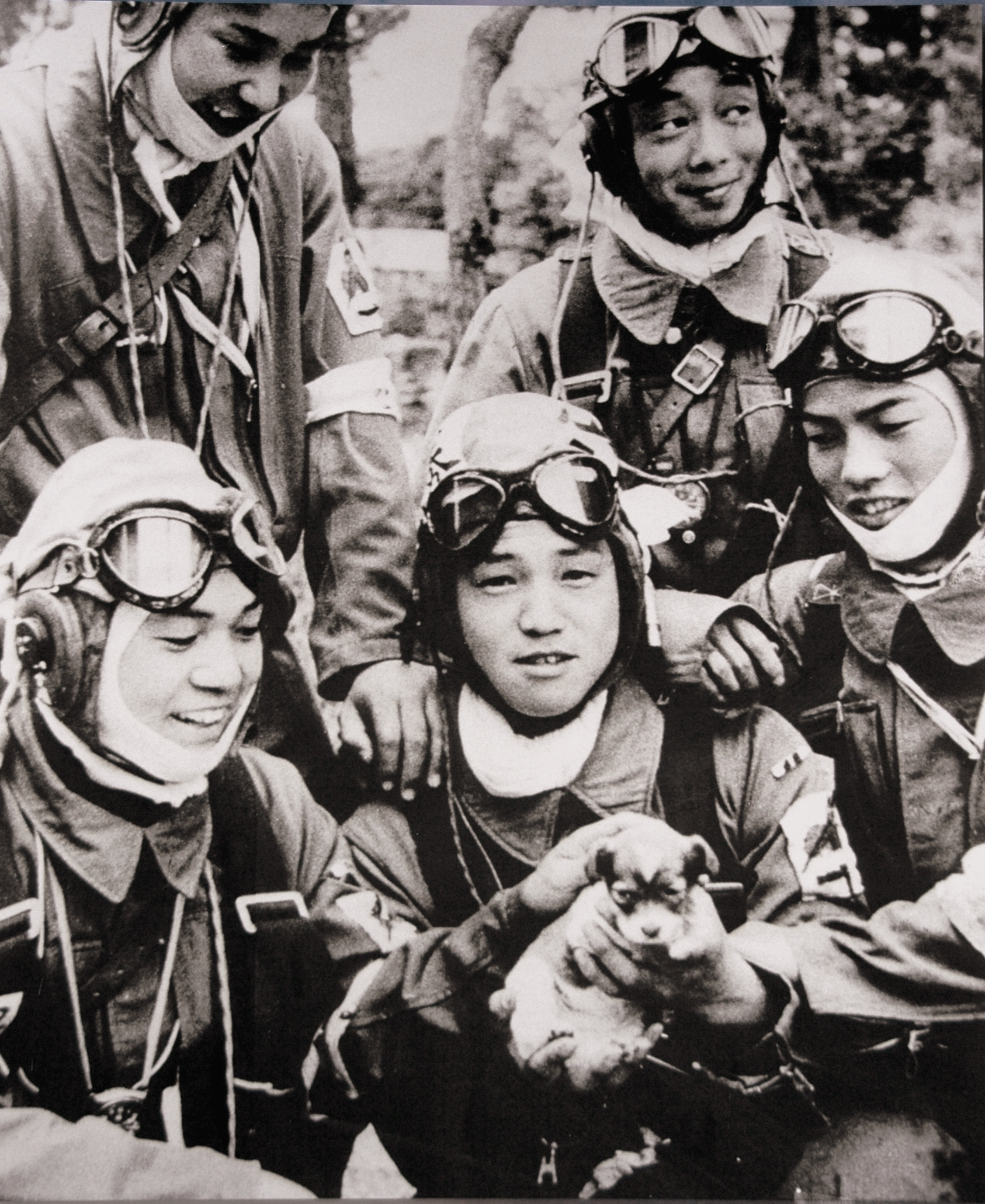
Jonge kamikazepiloten (1945)

Kamikaze (Japans: 特別攻撃隊) waren Japanse zelfmoordeenheden tijdens de Tweede Wereldoorlog, opgericht op 19 oktober 1944. Ze voerden hun eerste officiële missie uit op 25 oktober en hielden pas op te bestaan bij de Japanse overgave op 15 augustus 1945.

## Etymologie en hedendaags gebruik van de term
Tokubetsu Kōgekitai (特別攻撃隊), kortweg tokkōtai (特攻隊) (letterlijk: Speciale Aanvalseenheid), was de overkoepelende term voor de Japanse zelfmoordeenheden tijdens de Tweede Wereldoorlog. De naam werd al gebruikt sinds de aanval op Pearl Harbor in 1941, vooral wanneer men het had over eenheden die zeer gewaagde aanvalstactieken gebruikten. Deze hadden meestal nog een kleine kans om te overleven. Vanaf 1944 werden de Speciale Aanvalseenheden echter onlosmakelijk verbonden met jibaku (自爆), zelfmoordbomaanvallen.
Het eerste eskader van de tokkōtai doopte men shinpū, een naam die niet toevallig gekozen is. Het is de on-lezing, ook wel vertaallezing, van het Kanji kamikaze (神風) (goddelijke wind) en verwijst naar de verhalen over de storm die Japan in de dertiende eeuw tot twee keer toe gered zou hebben van een Mongoolse invasie. Na de eerste operatie is men de term shinpū blijven gebruiken voor alle zelfmoordacties van de Japanse marine die met vliegtuigen gebeurden. Aanvallen met andere voertuigen, alsook acties die uitgingen van het Japanse landleger, kregen andere benamingen.
Hoewel de officiële benaming van het eerste squadron shinpū luidde, gebruikten de meeste Japanners vooral de kun-lezing: kamikaze. Men was veel vertrouwder met deze uitspraak, aangezien die ook gebruikt werd wanneer men het had over de hierboven vermelde wind. De geallieerden namen het woord al snel over en gingen het gebruiken om – zonder onderscheid – alle Japanse zelfmoordeenheden aan te duiden. De term vond ingang in het Westen en werd in vele talen (ook het Nederlands) als leenwoord opgenomen.
Tegenwoordig wordt het woord in een bredere context gebruikt. Naast de Japanse zelfmoordpiloten worden er nu alle zelfmoordstrijders en -terroristen mee bedoeld. Ook zelfvernietigende machines kunnen het predicaat "kamikaze" krijgen, bijvoorbeeld kamikaze-drone. In de volksmond spreekt men ook weleens van een kamikaze wanneer men het heeft over een roekeloos persoon. Een roekeloze of kansloze actie wordt ook wel een kamikaze-actie genoemd. Ook Japanners gebruiken het woord nu breder. Zo noemen ze een gevaarlijke chauffeur een kamikaze untenshu (神風運転手), een kamikazebestuurder.

## Tijdens de Tweede Wereldoorlog

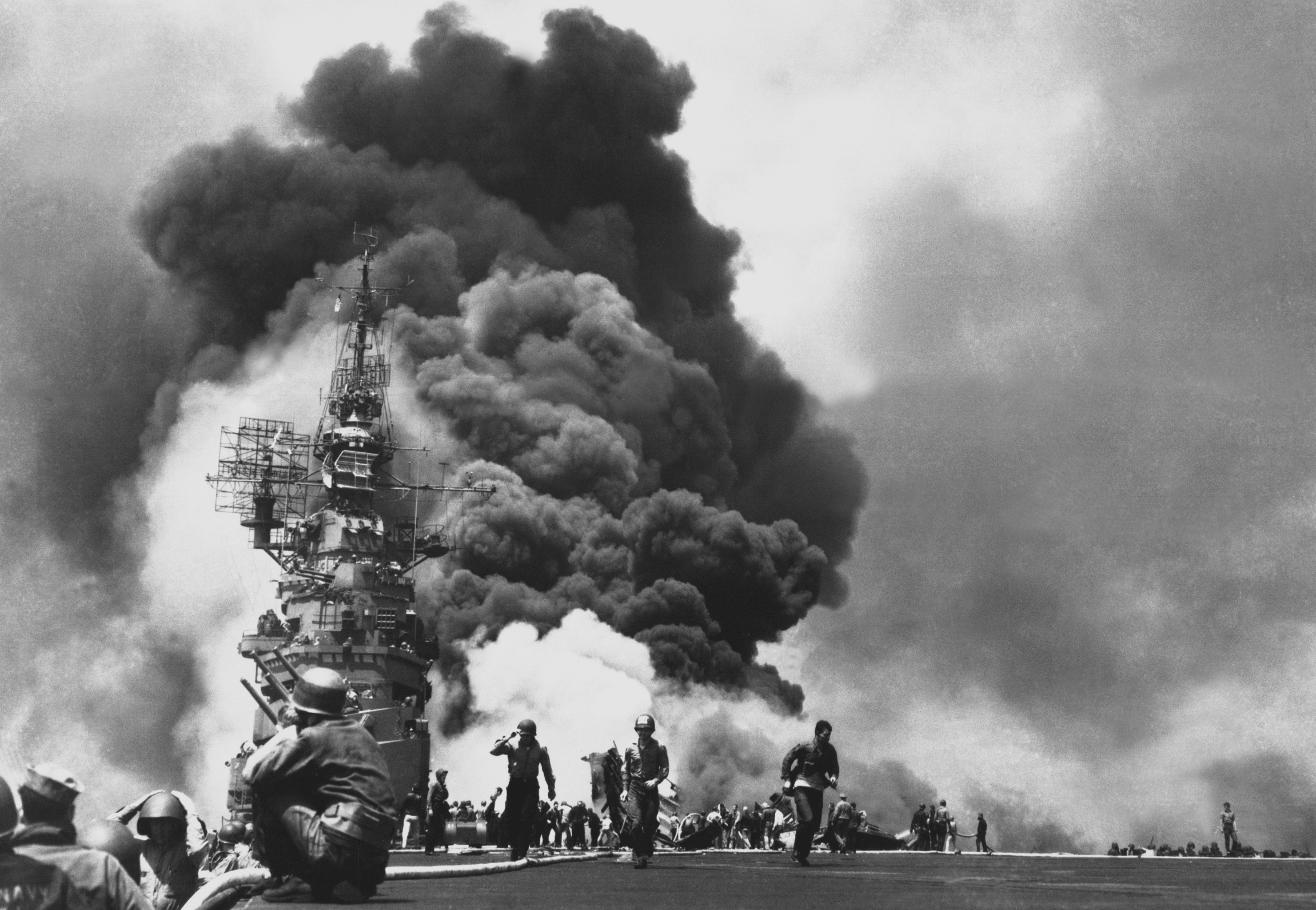
Kamikazeaanval op de USS Bunker Hill.

### Historische achtergrond
Na de geslaagde aanval op Pearl Harbor (7 december 1941) en kort daarna de bezetting van verschillende gebieden (waaronder de Filipijnen, Maleisië, Hongkong, Java en Sumatra), verkeerde Japan in een zegeroes. Deze was echter van korte duur. De Amerikaanse strijdkrachten, die zowel een materieel als numeriek voordeel hadden, waren namelijk vastbesloten het Japanse imperialisme een halt toe te roepen.
Bij de Doolittle Raids op 18 april 1942 bombardeerden Amerikaanse vliegtuigen verschillende Japanse steden, waaronder Tokio, Nagoya en Yokohama. Hoewel deze aanvallen relatief weinig materiële schade aanrichtten en er niet snel andere zouden volgen, was het toch een belangrijk moment. De bombardementen doorbraken namelijk de mythe dat het Japanse grondgebied onaantastbaar was. Het keerpunt in de oorlog kwam een maand later, bij de slag om Midway (4 tot 7 juni 1942). De 1e vloot van de Japanse marine leed hierbij zware verliezen en verloor vier belangrijke vliegdekschepen.
Hierna ging het enkel bergaf met de ernstig verzwakte Japanse strijdkrachten. In de Slag in de Filipijnenzee (18-20 juni 1944) leed Japan zulke zware verliezen dat het bijna onmogelijk werd om in de toekomst nog een offensieve missie uit te voeren. Er waren zelfs niet meer genoeg piloten om alle vliegtuigen te bemannen. De Japanse strijdkrachten raakten zwaar in de minderheid en hadden tijd nodig om zich te herstellen.
Ondertussen hadden de Amerikanen reeds vele van de door Japan bezette gebieden bevrijd. Op 15 juni 1944 vielen ze Saipan binnen, een eiland dat Japan samen met de Filipijnen had veroverd. Amerika won na een zeer bloedige en meedogenloze strijd. Van op de bases die men op dit eiland bouwde kon men veel gemakkelijker het Japanse vasteland aanvallen, wat vanaf dat moment ook bijna dagelijks gebeurde. Na de val van Saipan richtten de Amerikanen hun pijlen op de Filipijnen. Japan wilde dit tot elke prijs voorkomen, maar stond er nog steeds niet goed voor. Stilaan begon de gedachte om onconventionele tactieken te gebruiken meer opgang te maken.

### Oprichting van een zelfmoordeenheid

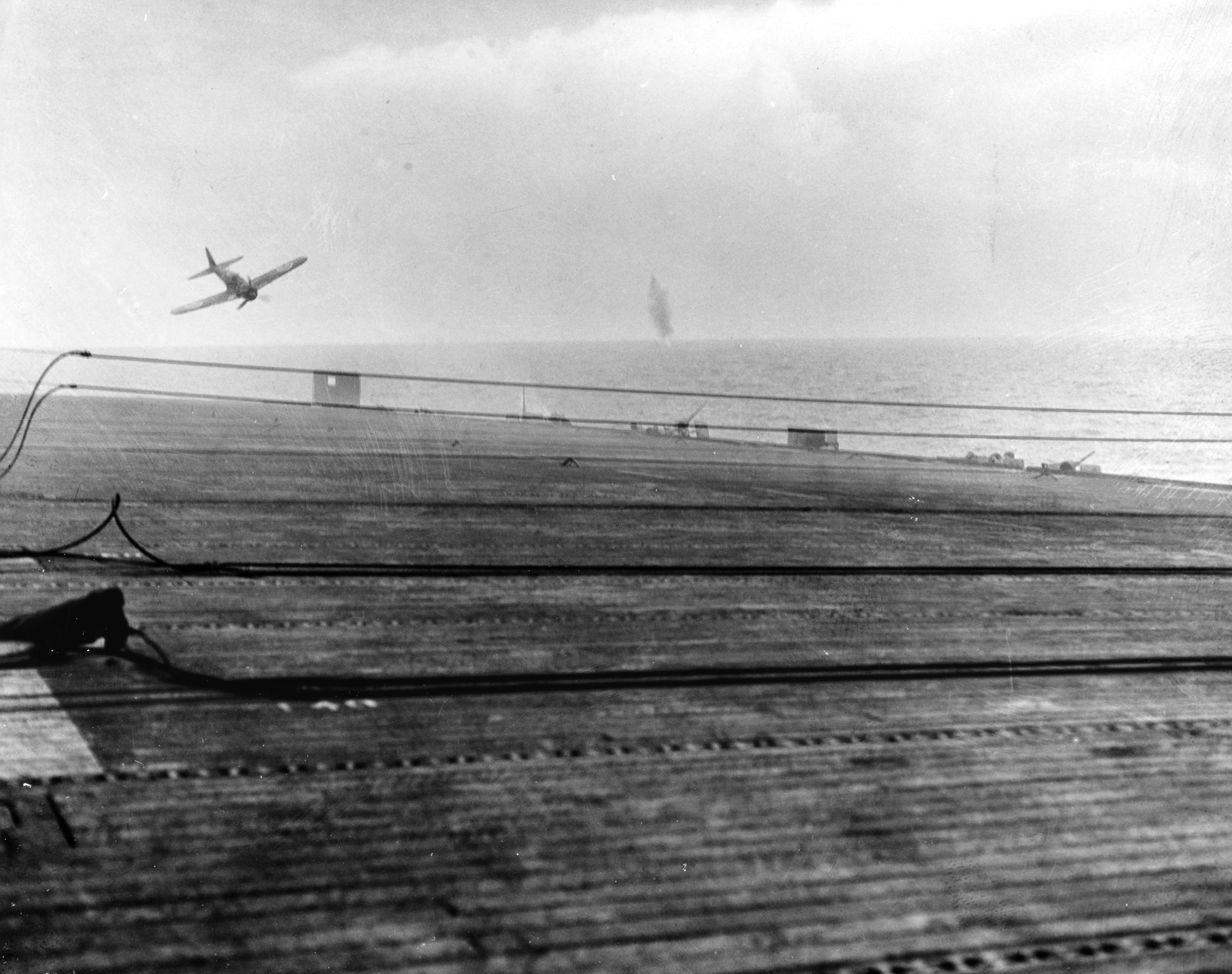
De USS White Plains wordt aangevallen door een kamikaze.

Al in het begin van de oorlog werden er zelfmoordaanvallen uitgevoerd, zowel aan Amerikaanse als Japanse zijde. Dit waren steeds individuele acties en ze gebeurden meestal omdat de piloot zijn vliegtuig toch niet meer kon redden. Daarnaast waren er piloten die vijandige vliegtuigen probeerden te rammen, een actie die meestal ook de dood van de aanvaller tot gevolg had. De Japanse strijdkrachten gebruikten ook kesshi 決死 (bereid om te sterven) tactieken. Dit waren zeer gewaagde aanvallen, zoals een bom loslaten op zo kort mogelijke afstand van het doel. 
De zelfmoordgedachte was zeker niet vreemd in Japan. Vele Japanse soldaten pleegden nog liever zelfmoord dan in handen te vallen van de Amerikanen. Een treffend voorbeeld hiervan zijn de zogenoemde Banzai-aanvallen, waarbij soldaten of burgers luid “Banzai!” schreeuwend en meestal zwaar onderbewapend op de vijand afstormden. Ook bond men soms bommen aan het lijf, waarmee men zich dan onder tanks of ander zwaar oorlogstuig wierp. Saipan was dan weer het decor voor de beruchtste groepsgewijze zelfmoordactie. Toen Japan daar het pleit verloren had, wierpen zowel soldaten als burgers – deze laatsten al dan niet opgezweept door de eersten – zich van een rots te pletter.
Tegen de herfst van 1944 gingen er onder de Japanse bevelvoerders steeds meer stemmen op om zelfmoordaanvallen te gebruiken. Er was echter ook veel tegenstand, onder andere van de bevelvoerder van de eerste luchtdivisie van de marine, Teraoka Kimpei. Arima Masafumi, een van de eskaderleiders van deze divisie, organiseerde daarop zijn eigen zelfmoordmissie. Op 15 oktober 1944 ging hij de geschiedenis in als eerste kamikaze door met zijn vliegtuig op de USS Franklin in te vliegen. Volgens sommige bronnen heeft zijn actie diepe indruk gemaakt op Toyoda Soemu, opperbevelhebber van de marine, en heeft ze meegespeeld bij diens keuze om het kamikazeprogramma op te starten. De voornaamste reden voor deze beslissing was natuurlijk de moeilijke situatie waarin de Japanse strijdkrachten verkeerden. Op 17 oktober waren de Amerikanen het eiland Suluan binnengevallen, vanwaar ze gemakkelijk de rest van de Filipijnen konden veroveren. Om dit te beletten werd operatie Shōgo (overwinning) gelanceerd, die volgens het Japanse opperbevel cruciaal zou zijn voor de afloop van de oorlog. De vloot had echter geen vliegdekschepen meer en kon het luchtruim dus niet meer verdedigen.
Om luchtsteun te vinden voor de operatie werd viceadmiraal Onishi Takijiro op 19 oktober naar de luchtmachtbasis van Mabalacat gestuurd. Onishi, een warme voorstander van zelfmoordaanvallen, was aangesteld als nieuwe commandant van de eerste luchtdivisie van de marine. Bij zijn aankomst belegde hij onmiddellijk een vergadering met de aanvoerders van het 201ste squadron, een groep die tijdens de oorlog al een stevige reputatie had opgebouwd. De belangrijkste aanwezigen waren commandant Tamai Asaichi en stafchef van de eerste luchtdivisie Inoguchi Rikihei. Onishi vroeg hun de operatie te steunen en adviseerde hun daarbij hun squadron om te vormen tot een zelfmoordeenheid. Aangezien er een groot gebrek aan vliegtuigen was, was dit volgens hem de enige mogelijkheid om de operatie tot een goed einde te brengen. Na enig overleg gingen de eskaderleiders akkoord. Het kamikazekorps was geboren.
Commandant Tamai ging onmiddellijk op zoek naar een leider voor de eerste missie. Uiteindelijk werd dit Seki Yukio, die zich zeer enthousiast toonde. Samen met 25 andere vrijwilligers vormde hij de eerste zelfmoordeenheid. De helft ervan had de taak zich te pletter te storten, de andere helft diende als escorte. Op 20 oktober hing Onishi in de basis een bericht op om de oprichting van de Shinpū Tokubetsu Kōgekitai (神風特別攻撃隊) bekend te maken. De eenheid werd verdeeld in vier secties: Shikishima, Yamato, Asahi en Yamazakura, poëtische namen uit een bekende en patriottische waka.
Niet lang hierna richtte Nakajima Tadashi, een andere aanvoerder van het 201ste squadron, op het eiland Cebu de tweede kamikaze-eenheid op.

### Evolutie van het kamikazekorps

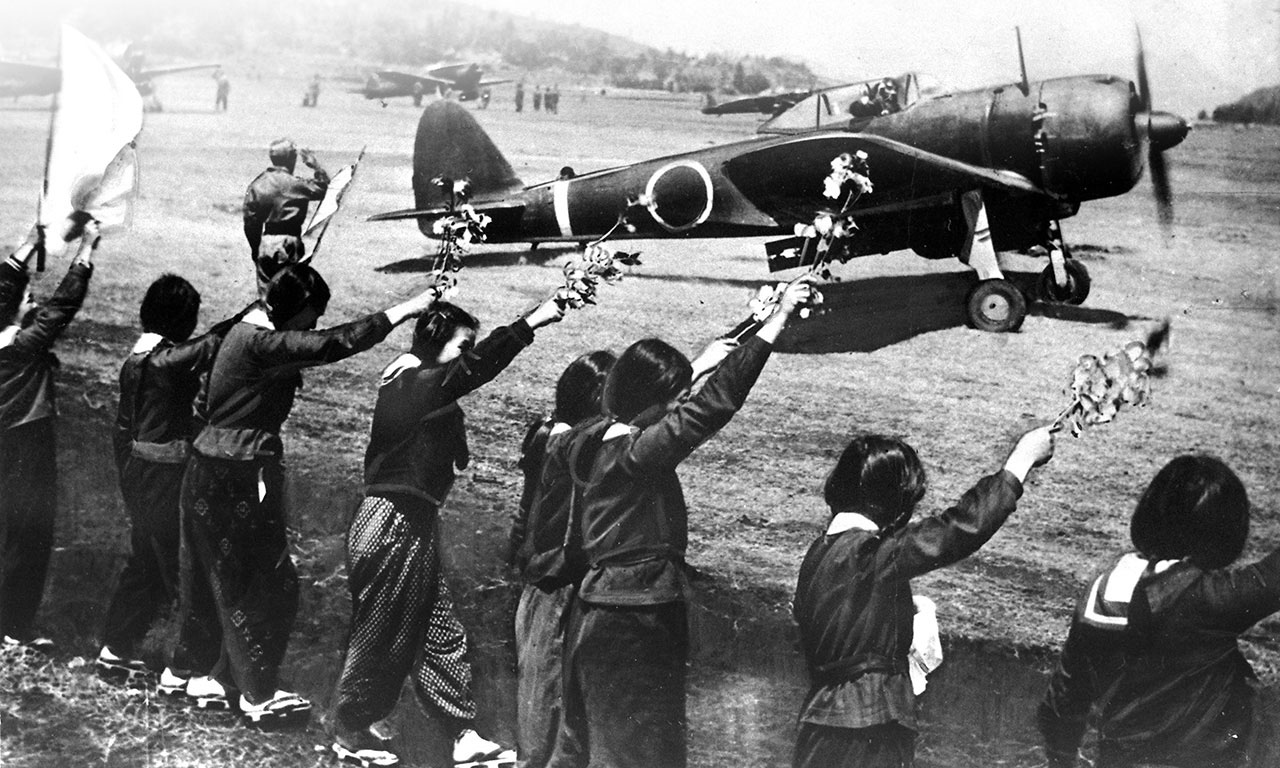
Kamikaze-piloot op weg naar zijn doel

#### De eerste missie
Tijdens operatie Shōgo werd de vloot onderverdeeld in vier stukken, die elk een specifieke functie hadden. De belangrijkste groep (SHO-1), onder leiding van viceadmiraal Kurita Takeo, moest naar de golf van Leyte varen om daar de Amerikaanse landing te beletten. De taak van de kamikazes was vooral de Amerikaanse vliegdekschepen die op hun pad lagen voor minstens een week uit te schakelen. Als dit zou lukken zou Kurita zijn bestemming kunnen bereiken zonder gehinderd te worden door vijandelijke vliegtuigen. Op 21 oktober werden de kamikazes van de Shikishimasectie uitgestuurd, maar door slechte weersomstandigheden konden ze hun doel niet vinden. Twee dagen later was Kurita bijna in de golf van Leyte aangekomen, waardoor hij binnen het aanvalsbereik van de Amerikanen kwam te liggen. Twee schepen van zijn vloot waren al tot zinken gebracht en op 24 oktober ondergingen er nog meer hetzelfde lot. Een van de verloren schepen was het slagschip Musashi, wat een zware psychologische klap betekende voor de Japanse strijdkrachten.
De eerste officiële kamikazemissie vond plaats op 25 oktober. Op die dag voerde zowel de Yamato- als de Shikishimasectie voor het eerst aanvallen uit op Amerikaanse schepen. Seki Yukio zou de USS St. Lo tot zinken hebben gebracht, maar dat was meteen ook de enige voltreffer. Vele vliegtuigen slaagden er wel in hun doel te raken, maar konden niet genoeg schade toebrengen om een schip voor langer dan een paar dagen uit te schakelen. Algemeen gezien was deze eerste missie dus niet echt een succes, net als de rest van operatie Shōgo. De Japanse propagandamachine draaide echter op volle toeren. Ze verheerlijkte de moed en efficiëntie van de zelfmoordstrijders. Het resultaat was dat er nog meer kamikaze-eenheden werden opgericht en dat er zich ook steeds meer vrijwilligers voor deze missies aanmeldden. Hierbij moet vermeld worden dat Onishi volgens vele bronnen de kamikazes oorspronkelijk als een tijdelijke oplossing zag. Zijn doel was hen het tij te laten keren in operatie Shōgo, waarna men dan opnieuw aan de traditionele gevechtsstrategieën genoeg zou hebben. Hij had nooit voorzien dat zijn eenheid een dergelijk succes zou kennen, zowel bij de strijdkrachten als bij de Japanse burgers. Iedereen beschouwde kamikazemissies nu echter als een noodzaak.

#### Verschillende zelfmoordwapens
Het merendeel van de zelfmoordeenheden gebruikte Japanse gevechtsvliegtuigen (zoals de beruchte Zero’s), maar er waren er ook die andere wapens aanwendden. Sommige daarvan waren al opgericht voor oktober 1944, maar voerden pas daarna hun eerste missies uit. Een voorbeeld daarvan zijn de Jinrai Butai (神雷部隊) (Bliksemgoden), die begin juni 1944 waren opgericht. Dit korps specialiseerde zich in zelfmoordmissies met de Ōka (桜花) (kersenbloesem), door een piloot bestuurde projectielen. Deze hingen vast aan de onderkant van een vliegtuig, dat hen dan naar het aanvalsgebied bracht. Als het doel in zicht was, werden ze losgelaten en begon de piloot aan een zweefvlucht, tot hij dicht genoeg genaderd was. Dan zette hij de raketmotoren aan en dook zijn dood tegemoet.
Ook in en op het water waren er zelfmoordmissies. In 1941 had men bij de aanval op Pearl Harbor al kleine duikboten ingezet. Vanaf 1943 begon men deze verder te ontwikkelen, wat leidde tot de productie van Kaiten (回天) (hemelomwenteling), Kōryū (蛟竜) (een draak die stormen kan veroorzaken) en Kairyū (海竜) (zeedraak). Deze eerste was een bemande torpedo, de twee laatste waren eerder kleine duikboten. Ze waren in elk geval stuk voor stuk uitgerust voor zelfmoordmissies. Daarnaast waren er ook nog Shinyō (震洋) (zij die de oceaan laten beven) en Fukuryū (伏竜) (een draak die op de grond ligt). Dit waren respectievelijk kleine motorbootjes met explosieven aan boord en duikers die explosieve ladingen aanbrachten aan de onderkant van vijandelijke schepen. De zeekamikazes werden vooral ingezet bij de verdediging van de kustlijn.
Op het land, ten slotte, was de bekendste Speciale Aanvalseenheid de Giretsutai (義烈隊) (Heldeneenheid), parachutetroepen die niet de bedoeling hadden nog terug te keren. Soms werden ze bijvoorbeeld gedropt op een Amerikaanse luchtmachtbasis, waar ze dan tot de laatste man vochten.

#### Evolutie en ondergang
Na de eerste missie werden kamikazes onder andere ingezet bij de verdediging van Luzon, Formosa (Taiwan) en Iwo Jima. De grootste kamikazeoperatie was die bij de slag om Okinawa, die begon op 21 maart 1945 en eindigde op 21 juni. Het was de eerste keer dat er eenheden van buiten de eerste luchtdivisie zelfmoordmissies uitvoerden. De divisiehoofden waren inmiddels namelijk overtuigd van het belang van de kamikazes. In totaal vonden in Okinawa meer dan 2500 zelfmoordpiloten de dood. Deze slag was ook het moment waarop de Amerikanen kennismaakten met de Jinrai Butai en hun Ōka.
De opmerkelijkste kamikazemissie werd echter uitgevoerd door de trots van de Japanse marine, het superschip Yamato. Als gevolg van de invasie van Okinawa (1 april 1945), kreeg het schip op 5 april het bevel de Amerikaanse schepen aan te gaan vallen. Na de aanval moest het als lokaas dienen voor de vliegtuigen van de vijand. Het schip moest vluchten, zodat de Amerikaanse vliegtuigen de achtervolging inzetten en zo de kamikazes vrije doorgang verleenden. Dit mislukte echter. De Japanse vliegtuigen werden neergehaald en de Yamato zonk op 7 april.
Dit betekende zeker niet het einde van de kamikazes, ze bleven operationeel tot het einde van de oorlog. Echt noemenswaardige aanvallen waren er evenwel niet meer. Op 15 augustus, toen keizer Hirohito in een radiotoespraak de Japanse overgave bekendmaakte, hielden de zelfmoordkorpsen officieel op te bestaan. Twee belangrijke personen kozen op die dag nog voor de dood. De eerste was Ugaki Matome, die van vele zelfmoordeenheden commandant geweest was. Toen hij de radioboodschap van de keizer hoorde, organiseerde hij tegen alle orders in een kamikaze-eenheid van 11 toestellen. Deze wordt algemeen beschouwd als de laatste zelfmoordmissie. De tweede belangrijke figuur was Onishi Takijiro, “vader” van de kamikazes. Na een afscheidsbrief geschreven te hebben, pleegde hij seppuku.

## Ideologie
Tot de dag van vandaag vraagt men zich af waarom iemand vrijwillig zelfmoord zou plegen voor zijn land. In verband met de Japanse kamikazes kunnen daar een paar redenen voor gegeven worden. Indoctrinatie en propaganda hebben zeker een rol gespeeld. Japan had een nationalistisch en militaristisch regime. Al tijdens de schooltijd kreeg men lessen in patriottisme en vaderlandse ethiek. Vaak werd er verteld dat men tot de dood moest blijven vechten en zich in geen geval mocht overgeven. Militaire leiders hielden lange redevoeringen waarin ze het belang van dapperheid en zelfopoffering benadrukten. (Zie in dit verband ook mensenoffer). Ook de invloed van groepsdruk en groepsconformisme is niet te onderschatten. Je als enige van een groep niet kandidaat stellen, werd bijna gezien als verraad. Dit gold echter ook in positieve zin: het solidariteitsgevoel van de piloten was zeer groot. Ze zagen elkaar als kameraden die aan een gezamenlijke missie bezig waren. Het gevoel dat ze samen met hun vrienden de dood ingingen, maakte de zelfmoordmissie een stuk lichter voor hen.
Geïndoctrineerd of niet, de piloten zagen de missie als een plicht die ze niet mochten proberen te ontvluchten. Wat deze plicht inhield, verschilde van persoon tot persoon. Voor patriottistische piloten betekende het de bescherming van de keizer en het vaderland. Uit brieven en dagboeken van kamikazes blijkt dat er echter ook veel mannen waren die vooral hun eigen dorp of familie wilden beschermen. Met hun missie hoopten ze bij te dragen aan de Japanse overwinning, die het land zou redden van een Amerikaanse bezetting.
Een derde reden was het gevoel van eenheid in Japan. Het land was in zijn geschiedenis nooit echt verenigd geweest. Japanners associeerden zich eerder met de prefectuur of het dorp waar ze woonden dan met het land. In de jaren dertig kwam daar verandering in. Het nationalisme en zeker de strijd tegen een gemeenschappelijke vijand, wakkerden het eenheidsgevoel aan. De propagandamachine speelde hier dan ook handig op in, door kamikazepiloten op te werpen als redders van het vaderland.
De missies mogen ten slotte ook niet los gezien worden van hun psychologische doel. Japan wilde aan zijn aanvallers tonen dat het de moed bezat om tot de laatste man te vechten. De hoop dat dit de Amerikanen zou afschrikken, was iets te prematuur. Deze waren natuurlijk wel onder de indruk en zelfs bang, maar dit heeft hen nooit belet verder te strijden.

## Symboliek
Bij kamikazemissies kwamen heel wat rituelen en symbolen kijken. Ze komen voor in propagandaboodschappen en toespraken van squadronleiders, maar speelden vooral een belangrijke rol in het leven en denken van de kamikazepiloten. Voor een stuk droegen ze dus ook bij tot de kamikaze-ideologie.

### Uniform

De karakters die op de hoofdband van een kamikazepiloot waren afgebeeld

Kamikazepiloten hadden een aantal vaste kledingaccessoires. Het was belangrijk dat ze deze droegen bij hun laatste vlucht, aangezien het dragen van het volledige uniform bij eervol sterven hoorde.
Het accessoire waar kamikazes over het algemeen mee geassocieerd worden, is de hachimaki. Deze hoofdband (die onder de lederen helm zat) werd ook al gedragen door de samoerai, de krijgerklasse van het oude Japan. In het geval van de kamikazes stond er vaak een afbeelding op van de rijzende zon, geflankeerd door een paar Japanse karakters. Om de hals droegen de zelfmoordpiloten een witte sjaal. Een mooi voorbeeld van solidariteit van de Japanse bevolking met de kamikazes, was de senninbari, een band die meestal onder het uniform gedragen werd. Volgens de traditie zou deze met de hulp van duizend vrouwen geweven zijn en het was inderdaad zo dat de moeder van een kamikaze vaak andere vrouwen van het dorp vroeg om eraan mee te helpen. De band was een soort talisman.

### Symbolen en rituelen
De laatste duik van een kamikazepiloot wordt vaak vergeleken met het vallen van kersenbloesemblaadjes – in het Japans sakura. Deze bloesem heeft, net als een kamikaze, een zeer korte levensduur en komt voor in bijna alles wat met kamikazes te maken heeft. Ze was het prominentst aanwezig bij de Jinrai Butai, waar ze op de neus van de Ōka geschilderd was. De naam van dit projectiel is trouwens een synoniem voor sakura. Naast de kersenbloesem heeft ook de Japanse chrysant (Japans nationale bloem) een vast plaatsje in de kamikazesymboliek. Piloten schilderden soms afbeeldingen van deze bloem op hun toestellen en de verzamelnaam voor kamikazemissies tijdens de slag om Okinawa was kikusui – drijvende chrysant. Dit laatste houdt ook verband met de legende van Kusunoki Masashige.
Gyokusai (玉砕) (versplinterd juweel) is de metafoor die gebruikt wordt voor het neerstorten van de kamikazevliegtuigen. In een afscheidsbrief staat te lezen: “Moge mijn dood zo zuiver zijn als het breken van kristal”. De figuurlijke betekenis van het woord is “eervolle dood”, het ideaal van de kamikazes. Piloten refereerden ook vaak naar het Yasukuni-heiligdom. Ze geloofden dat na hun dood hun geesten hierin opgenomen zouden worden, om in de geestenwereld verder te kunnen vechten voor Japan. Yasukuni is de rustplaats voor alle gesneuvelden, maar aan de kamikazes werd een speciaal plekje beloofd, waar ze als goden vereerd zouden worden. Dit was een extra drijfveer om hun missie tot een goed einde te brengen.
Bij de zelfmoordmissies hoorden ook heel wat rituelen. Zo was de dagindeling van de trainingsprogramma's steeds dezelfde: Eerst werd het Japanse volkslied gezongen, waarna de piloten het Keizerlijk Voorschrift moesten reciteren, waarin ze trouw zwoeren aan de keizer en beloofden dapper te zullen vechten. Daarna volgde een toespraak van de groepscommandant, die meestal ging over de waarden van de bushidō (de gedragscode van de samoerai), de toestand van de oorlog of Japans plicht om Azië te bevrijden van het Westen.
Het meest geritualiseerd waren de voorbereidingen voor de laatste vlucht van een piloot. Ook hier kwamen heel wat samoeraigebruiken bij kijken. Zo knipten de piloten vaak wat haar en/of vingernagels af, die ze dan opstuurden naar hun familie. Daarbij staken ze ook hun laatste brief, die ze de nacht voor hun vertrek schreven. Net voor hun vertrek kregen ze een witte hachimaki en een wakizashi (een traditioneel Japans zwaard, korter dan de katana). Na samen met de andere vertrekkende piloten een laatste kop sake of water te hebben gedronken, volgde nog een korte toespraak van de groepscommandant. Daarna stegen ze op, terwijl de piloten die niet deelnamen aan de missie een afscheidslied zongen.

### Helden en mythes uit het verleden
De “patroonheilige” van de kamikazes was Kusunoki Masashige (楠木正成), een zeer loyale samoerai uit de veertiende eeuw. Hij streed voor keizer Go-Daigo tegen het shogunaat. Toen de keizer hem op een onmogelijke en levensgevaarlijke veldtocht uitstuurde, ging Kusunoki hier niet tegen in. Aangekomen op het slagveld werden zijn troepen onmiddellijk omsingeld door een veel grotere legermacht. Kusunoki pleegde daarop, samen met ongeveer zeshonderd soldaten, zelfmoord. Zijn laatste woorden zouden geweest zijn: "shichishō hōkoku!" (七生報国) (vrij vertaald: [had ik maar] zeven levens, [om elke keer weer te] strijden voor mijn land!). Dit is ondertussen een uitdrukking geworden die “onberispelijke toewijding van iemand voor zijn land” betekent. Kusunoki werd zowat gezien als de belichaming van de bushidō. Het is dan ook te begrijpen dat de kamikazes aangeraden werd aan deze figuur een voorbeeld te nemen en dat ook gretig deden. Zijn familie-embleem, een drijvende chrysant, werd vast onderdeel van de kamikazesymboliek en zijn beroemde laatste woorden komen in verscheidene afscheidsbrieven terug.
De belangrijkste legende voor het kamikazekorps blijft natuurlijk die van de goddelijke wind. Deze is niet enkel belangrijk voor de naam van de zelfmoordeenheden, maar is ook verweven met de ideologie ervan. Volgens geschiedkundige Stephen Turnbull was de miraculeuze wind van 1274 en 1281 erg belangrijk voor de ontwikkeling van de Japanse mentaliteit. Toen dit gebeurde voelden de Japanners zich meer dan ooit gesteund door de goden, wat nationalisme teweegbracht. De Japanse militaire leiding maakte hier handig gebruik van tijdens de Tweede Wereldoorlog. De dreiging van een invasie hing weer boven Japan, het was dus absoluut noodzakelijk dat iedereen eensgezind tegen de vijand vocht – net als hun voorouders in de dertiende eeuw tegen de Mongolen hadden gedaan. Nu namen de kamikazes de rol van de goden over: zij werden zelf de wind die neerviel op de vijandelijke schepen.

### Kamikaze-duikers en Kaitens
Tijdens de Tweede Wereldoorlog werden eveneens door de Japanse keizerlijke marine zelfmoordeskaders ingezet in de vorm van zelfmoordaanvallen onder water. Kamikazeduikers hingen achter hun torpedo's, die ze met handvatten bijstuurden naar het Amerikaanse oorlogsschip.
Ze lieten de door hen bestuurde torpedo precies tegen de wand van het schip inslaan, met natuurlijk het verlies van hun leven en van menige Amerikaanse slachtoffers. Dit was een van de laatste wanhoopsdaden van de Japanse zeestrijdkrachten in de Grote Oceaan.
Tevens werd er gebruikgemaakt van menselijke torpedo-onderzeeboten, de Kaiten. Deze zelfmoord-Kaitens werden ingezet op het einde van de Pacific-oorlog, vooral bij het atol Ulithi.